# Parker Solar Probe
Parker Solar Probe (vormals Solar Probe Plus) ist eine Raumsonde der NASA zur Erforschung der Sonne, insbesondere ihrer äußersten Atmosphärenschicht, der Korona. Die Raumsonde startete am 12. August 2018. Sie erreichte am 24. Dezember 2024 die größte Annäherung an die Sonne beim Passieren ihres Perihels.
Benannt wurde die Sonde nach dem US-amerikanischen Astrophysiker Eugene N. Parker (1927–2022), der den Begriff „solar wind“ (Sonnenwind) prägte.

## Missionsziele
Die Sonde soll die Korona erforschen:
- Den Energiefluss, der die Korona auf mehrere Millionen Grad Celsius aufheizt und den Sonnenwind beschleunigt
- Die Struktur von Plasma und Magnetfeld der Sonne am Entstehungsort des Sonnenwinds
- Den Mechanismus, der energiereiche Partikel beschleunigt und transportiert

Die äußere Korona wird zur Klärung der Fragen statistisch ausgewertet. Die Ergebnisse sollen ein Erklärungsmodell liefern. Dazu soll sich Parker Solar Probe der Sonnenoberfläche bis auf 8,5 Sonnenradien (ca. 5,9 Millionen km, bzw. 4 % des Erdbahnradius) nähern.

## Vorgeschichte

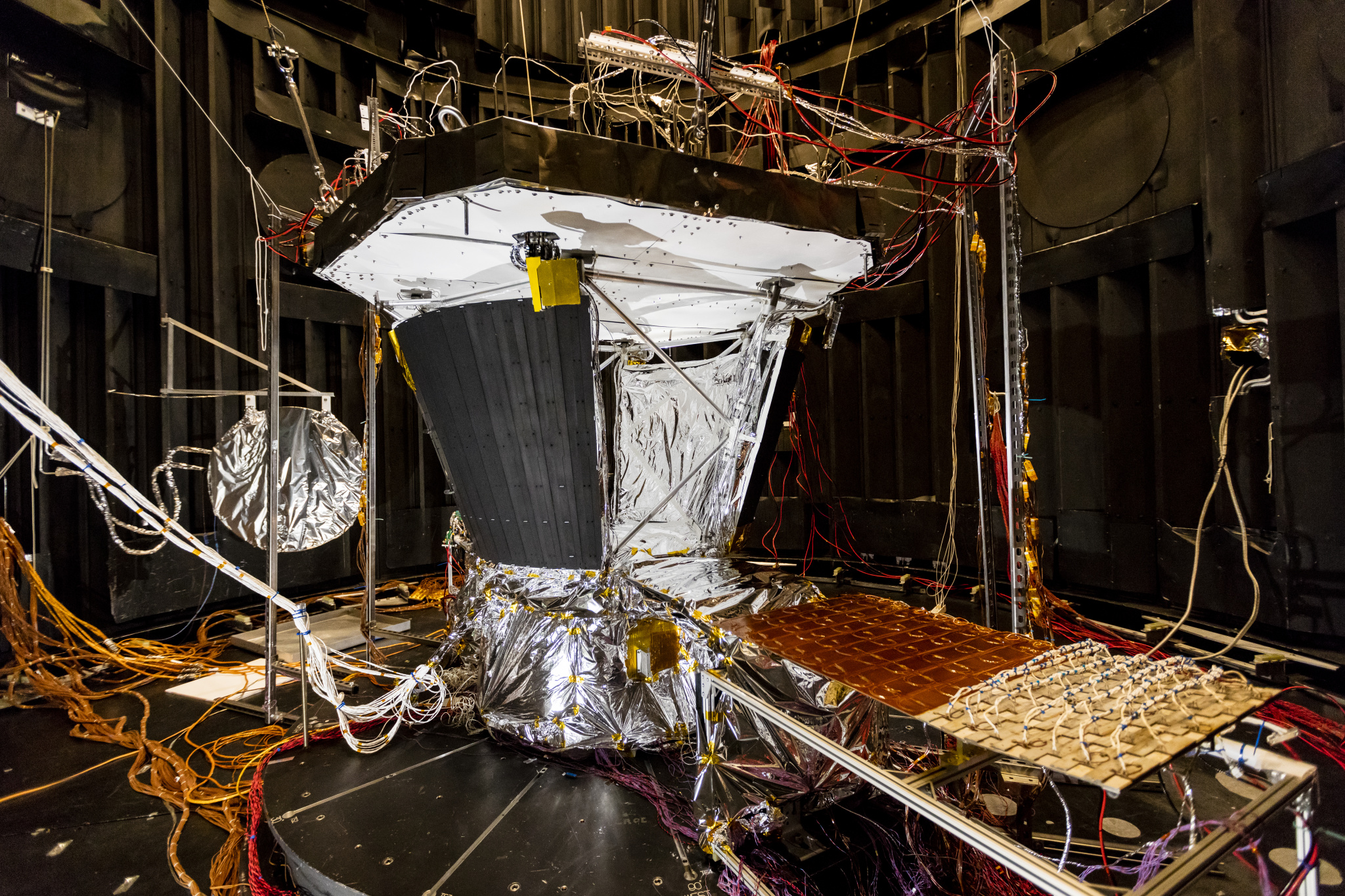
Thermischer Test der Solarzellen im NASA Goddard Space Flight Center in Greenbelt, Maryland

Die Idee einer Raumsonde, die die Sonne aus extremer Nähe untersuchen soll, wurde zum ersten Mal im Oktober 1958 in einer Studie der US-amerikanischen National Academy of Sciences erwähnt. Da die hohen Temperaturen in Sonnennähe damals noch nicht beherrschbar waren, wurden jahrzehntelang nur Studien angefertigt. Erste Missionen in Sonnennähe gab es in den 1970er Jahren mit den Sonden Helios 1 und 2, die ein Gemeinschaftsprojekt des Deutschen Zentrums für Luft- und Raumfahrt (DLR) und der NASA waren.

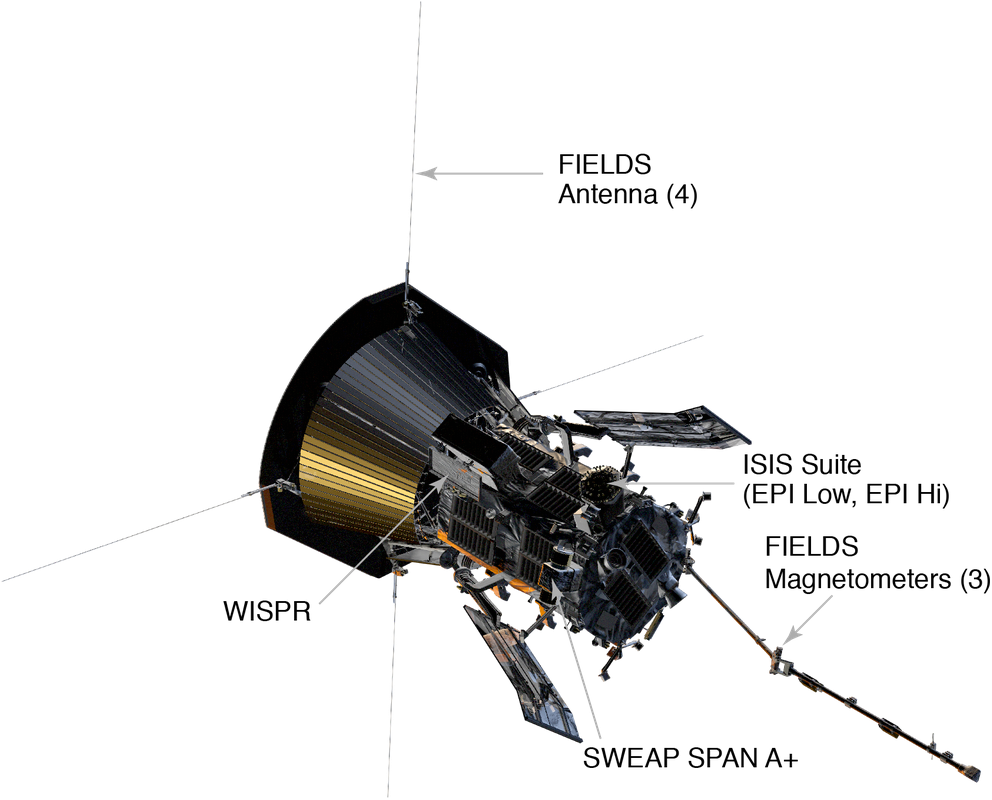
Position der Instrumente an der Sonde

## Ursprüngliches Konzept von Solar Probe
Nach einer anfänglichen Missionsplanung sollte Parker Solar Probe von einer Atlas V 551 mit einer zusätzlichen Star-48-Kickstufe zum Jupiter gestartet werden und von ihm durch ein Swing-by-Manöver in eine hochelliptische, 90° zur Ekliptik geneigte, polare Sonnenumlaufbahn umgelenkt werden, deren Perihel nur drei Sonnenradien über der Sonnenoberfläche liegen sollte. Um der extremen Hitze in dieser geringen Entfernung zu widerstehen, war ein in Richtung Sonne spitzkegeliger Sonnenschutz vorgesehen, der in manchen Designstudien vor Hitze glühend dargestellt wurde. Im Schatten dieses 2,7 m breiten Sonnenschutzes hätte sich der eigentliche Sondenkörper befunden, und lediglich die Spitzen der Plasmaantennen hätten aus seinem Schattenkegel hinausgeragt. Da beim Vorbeiflug am Jupiter und wegen der hohen Temperaturen in extremer Sonnennähe keine Solarzellen eingesetzt werden können, sollte Solar Probe die notwendige elektrische Energie aus drei Multi-Mission Radioactive Thermoelectric Generators (MMRTGs) erhalten, die direkt unterhalb des Sonnenschutzschildes angebracht werden sollten. Während der ca. neunjährigen Mission sollte die Solar Probe zweimal das Perihel von vier Sonnenradien über dem Sonnenmittelpunkt mit einer Geschwindigkeit von 308 km/s passieren und die Sonne, von Süden kommend, überfliegen. Die Startmasse der Solar Probe sollte ca. 856 kg betragen. Wegen der MMRTGs erwies sich das Konzept jedoch als zu teuer für die NASA. Aus wissenschaftlicher Sicht war die Beobachtungszeit im Verhältnis zur Missionsdauer zu gering. Bei zwei Umläufen hätten sich in zehn Jahren nur ca. 100 Stunden lang wissenschaftliche Daten gewinnen lassen. Ein ähnliches Missionsprofil hatte die Raumsonde Ulysses, die aber wesentlich weiter von der Sonne entfernt blieb.

## Endgültiges Design

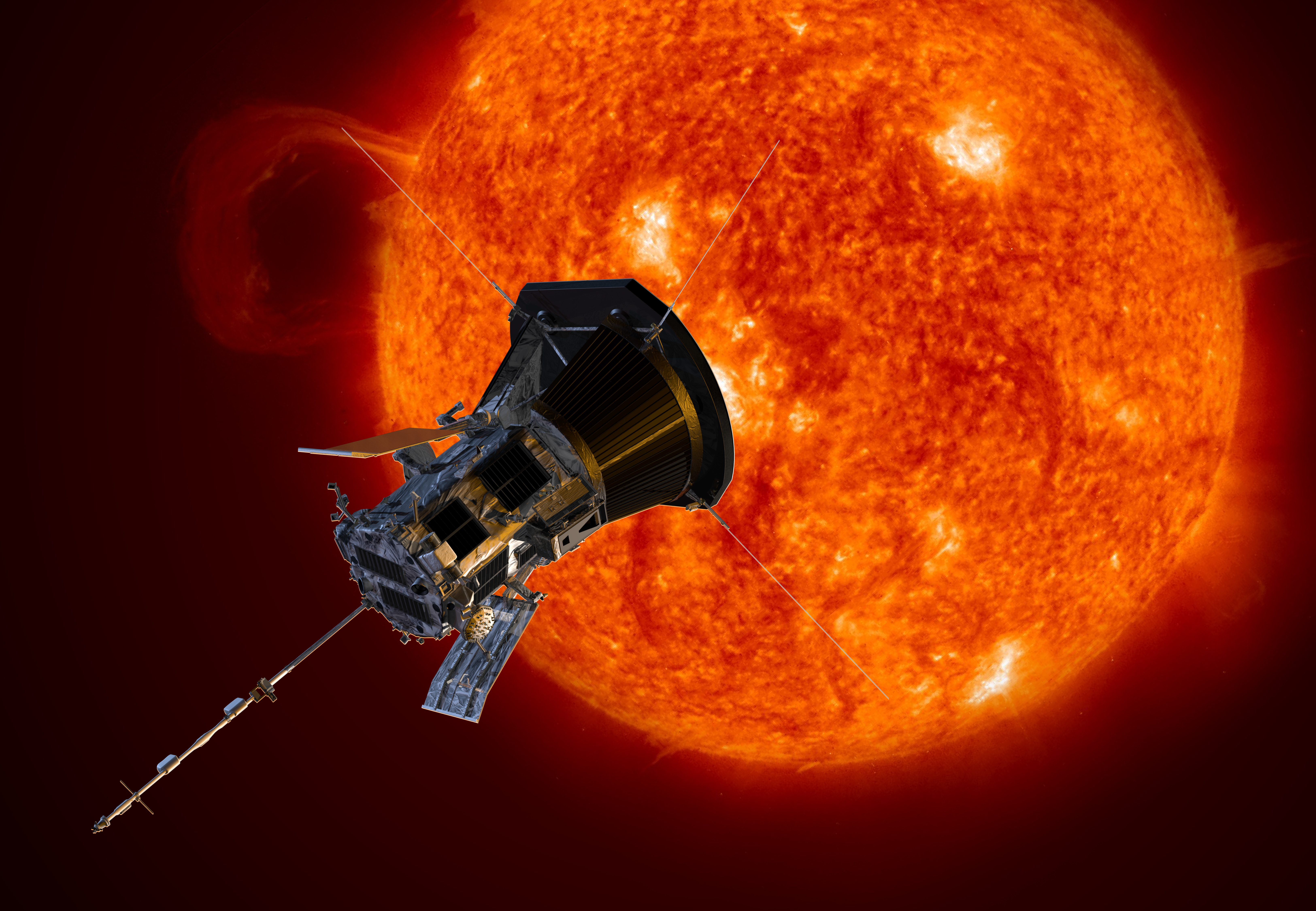
Künstlerische Darstellung der Parker Solar Probe im Anflug an die Sonne. Zu sehen sind der Hitzeschild, die hervorragenden Antennen sowie die teilweise ausgeklappten Solarzellenflügel.

Die NASA gab beim Applied Physics Laboratory (APL) der Johns Hopkins University (JHU), das bereits die ursprüngliche Solar Probe plante, eine zweite Studie in Auftrag für eine Sonde ohne RTGs. Im Jahr 2009 publizierte das JHU-APL ein deutlich modifiziertes Design der Parker Solar Probe mit einem sechseckigen Sonnenschutzschild mit abgerundeten Ecken, der an den beiden Seiten, an denen die Solarzellenflügel angebracht sind, breiter ist als an den anderen. Die Startmasse der Sonde beträgt 685 kg. Strukturell besteht die Sonde aus einem sechsseitigen Prisma, dessen eines (breiteres) Ende den Thermalschutzschild trägt. Alle Systeme mit Ausnahme weniger Antennen sind hinter diesem Schild angebracht oder können hinter ihn geklappt werden. Die gesamte Sonde erreicht eine Höhe von 3 m, bei einem größten Durchmesser von 2,3 m und einem kleinsten Durchmesser von 1 m am Adapter zum Träger. Die Sonde hat autonome Systeme zur ständigen Lagekorrektur, die unabhängig vom Bordcomputer funktionieren. Hinter dem Sonnenschild befinden sich Sonnensensoren. Sobald Sonnenlicht einen der Sensoren erreicht, drehen die Reaktionsräder die Sonde, bis der Sensor wieder im Schatten ist, andernfalls würde die Sonde in kurzer Zeit durch die Hitze der Sonne zerstört.

### Sonnenschild
Durch die spiralförmige Annäherung an die Sonne und die kurze endgültige Umlaufbahn wird Parker Solar Probe der Sonne 24 Mal nahekommen anstatt nur zweimal, wie es bei der ursprünglichen Solar Probe geplant war. Durch den größeren minimalen Sonnenabstand im Vergleich zur Solar Probe beträgt die Wärmeeinstrahlung nur ein Sechzehntel des Werts, der bei Solar Probe erreicht worden wäre. Dadurch genügt der Parker Solar Probe ein plattenförmiger Sonnenschild mit 2,7 m Durchmesser und 17 cm Dicke, dessen sonnenzugewandte Seite ca. 1430 °C widerstehen muss. Dieser Schutzschild muss einen Wärmefluss von fast 1 MW/m² ertragen; die Sonneneinstrahlung ist etwa 650 mal intensiver als in Erddistanz. An der Oberfläche hat der Schild eine weiße keramische Schicht, die Licht und Hitze reflektiert. Einige Teile der Sonde ragen nach dem Design hinter dem Sonnenschild hervor, darunter auch einige der Sensoren.

### Energieversorgung
Die Solarzellenpaddel sind nur noch einteilig, und die sekundären Solarzellenflügel sind verschwunden. Ihre Solarzellen befinden sich nun am Ende der zurückklappbaren Solarzellenflügel auf einer schmalen, abgewinkelten Fläche, die nach dem Zurückklappen des größten Teils der beiden Solarzellenflügel in den Schatten des Sonnenschildes zur Sonne zeigen. Die Solarzellen können 388 W elektrische Leistung erzeugen.
Der Sondenkörper befindet sich ständig im Schatten des Sonnenschildes. Zur Energieversorgung besitzt Parker Solar Probe zwei verschiedene Solarzellensysteme. Die primären Solarzellen befinden sich auf zwei an entgegengesetzten Seiten sitzenden zweiteiligen Solarzellenflügeln, die bei der Annäherung an die Sonne um bis zu 75° zurückgeschwenkt werden, um ihre Temperatur unter 180 °C zu halten. Bei Unterschreitung von 0,25 AE Sonnenabstand können sie, wie beim Start, komplett eingefahren werden. Danach übernehmen die beiden sekundären Hochtemperatur-Solarzellenflächen, die an gegenüberliegenden Seiten hinter dem Sonnenschutz hervorschauen, die Stromversorgung. Sie werden von der Rückseite flüssigkeitsgekühlt und während der Annäherung an die Sonne weiter eingezogen.

### Kommunikation
Die Sonde hat mehrere verschiedene Antennen in unterschiedlichen Frequenzen und mit unterschiedlichen Antennendiagrammen.
- Zur Übertragung der Wissenschaftsdaten gibt es eine bewegliche Parabolantenne von 0,6 m Durchmesser am Ende eines ausklappbaren Mastes. Die Übertragung erfolgt im Ka-Band mit 34 W Sendeleistung mit einer Datenrate von bis zu 555 Kilobit pro Sekunde mit einer täglichen Downlinkzeit zwischen zehn und 24 Stunden. Im Abstand von 1 AE reduziert sich die Datenrate auf 167 kbit/s. Beim Unterschreiten von 0,59 AE Sonnenabstand wird die Antenne in den Schatten des Sonnenschutzschildes zurückgeklappt. Alle wissenschaftlichen Ergebnisse der nahen Sonnenvorbeiflüge werden an Bord gespeichert, bis die Antenne wieder ausgefahren werden kann, um sie zur Erde zu übertragen.
- Zwei Fächerantennen mit breitem Abstrahlwinkel im X-Band. Diese Antennen werden für die meiste Zeit im regulären Betrieb eingesetzt. Sie ermöglichen den regelmäßigen Kontakt zur Sonde zur Übertragung von Telemetriedaten und Steuerbefehlen. Während der Flugphasen werden dreimal pro Woche Daten über den Zustand der Sonde gesendet. Während der sonnennahen Zeit sendet die Sonde dreimal pro Woche ein Leuchtfeuersignal, eine einfache unmodulierte Trägerwelle, deren Frequenz anzeigt, ob die Sonde normal arbeitet, oder ob ein schwerwiegendes Problem ein Eingreifen vom Bodenteam erfordert.
- Zwei X-Band-Rundstrahlantennen zur Übermittlung von Telemetriedaten und zum Empfang von Steuersignalen, die ständig im Schatten des Sonnenschutzschildes bleiben, zur Notfallkommunikation. Die Kommunikation über diese Antenne kann aus jeder Lage erfolgen, jedoch mit einer kleinen Datenrate, die nur zur Übertragung von einfachen Steuerbefehlen ausreicht.
- Sobald sich die Sonde näher als 0,25 AE zu Sonne befindet, beginnt die Aufzeichnung von wissenschaftlichen Daten.

## Instrumente
Parker Solar Probe trägt im Wesentlichen vier Instrumente:
- FIELDS misst elektrische und magnetische Felder und Wellen sowie Plasma- und Elektronendichte. Leitender Wissenschaftler ist Stuart Bale von der University of California, Berkeley.
- IS☉IS (Integrated Science Investigation of the Sun) beobachtet hochenergetische Elektronen, Protonen und Ionen im Bereich von mehreren 10 keV bis 100 MeV, die zur Korrelation mit Sonnenwindmessungen und Strukturen der Korona verwendet werden sollen. Leitender Wissenschaftler ist David McComas, Princeton University. Die Schreibweise IS☉IS enthält das Symbol der Sonne.
- WISPR (Wide-Field Imager for Solar PRobe) ist ein Teleskopsystem zur Beobachtung der Korona und der inneren Heliosphäre. Es soll Schocks, Wellen und andere Strukturen des Sonnenwindes aufspüren und sichtbar machen. Leitender Wissenschaftler ist Russell Howard, Naval Research Laboratory.
- SWEAP (Solar Wind Electrons Alphas and Protons Investigation) ist ein Trio von Partikelzählern zur Bestimmung von Geschwindigkeit, Dichte/Flussrate und Temperatur von Elektronen, Protonen und Heliumkernen, den häufigsten Teilchen der Heliosphäre. Leitender Wissenschaftler ist Justin Kasper, University of Michigan/Smithsonian Astrophysical Observatory.

Eine weitere Forschungsaufgabe lautet: Heliospheric Origins with Solar Probe Plus (HeliOSPP). Leitender Wissenschaftler ist Marco Velli (University of California, Los Angeles).

## Bau und Tests

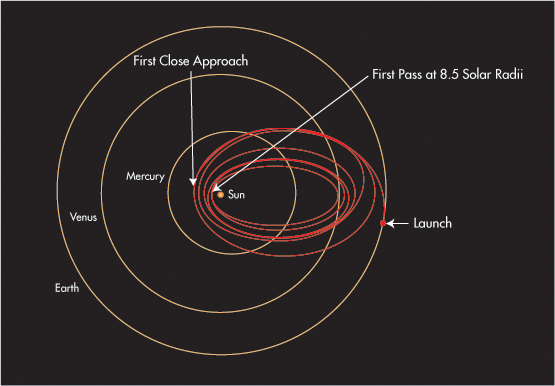
Die Bahn der Parker Solar Probe

Die Instrumente der Sonde wurden 2017 geliefert und die gesamte Sonde im Sommer 2017 intensiven Tests unterzogen. Die Sonde wurde im Herbst 2017 an das Goddard Space Flight Center ausgeliefert und nach weiteren Tests am 2. April 2018 zum Startplatz nach Florida geflogen.

## Ablauf der Mission

### Planung der Flugbahn
Um sich von der Erdumlaufbahn aus der Sonne anzunähern, muss die Sonde stark abgebremst werden. Der mitgeführte Treibstoff reicht dazu bei weitem nicht aus; man nutzt die Swing-by-Technik: Die Sonde wird so am Planeten Venus vorbei gelenkt, dass ein Teil ihrer Bewegungsenergie auf Venus übertragen wird. Dadurch gerät sie auf eine elliptische Bahn, die sie näher an die Sonne führt. Die Route wurde so berechnet, dass die Sonde auf ihrer Bahn weitere Male Venus passiert, insgesamt 7-mal. In der Zeit zwischen zwei Vorbeiflügen umrundet die Sonde mehrmals (zwischen zwei und sieben Mal) die Sonne und kommt ihr bei jedem Umlauf einmal besonders nahe (Perihel). Bei jedem Venusvorbeiflug gibt die Sonde weitere Bahnenergie an die Venus ab, wodurch die Umlaufbahn stärker elliptisch wird und das Perihel noch näher an die Sonne rückt.
Nach dem siebten und letzten Swing-by-Manöver erreichte die Sonde am 24. Dezember 2024 erstmals ihren sonnennächsten Punkt. Sie näherte sich damit der Sonnenoberfläche bis auf 8,5 R☉ (5,9 Mill. km).
Die heliozentrische Geschwindigkeit der Sonde erreicht dabei 200 km/s. Diese endgültige Umlaufbahn hat ein Aphel (sonnenfernster Punkt) von 0,73 AE (110 Mill. km) mit 3,4° Neigung zur Ekliptik und eine Umlaufzeit von 88 Tagen.
Die Missionsdauer ist mit 24 Orbits um die Sonne und bis 2025, also etwa sieben Erdenjahre, angesetzt.

### Start

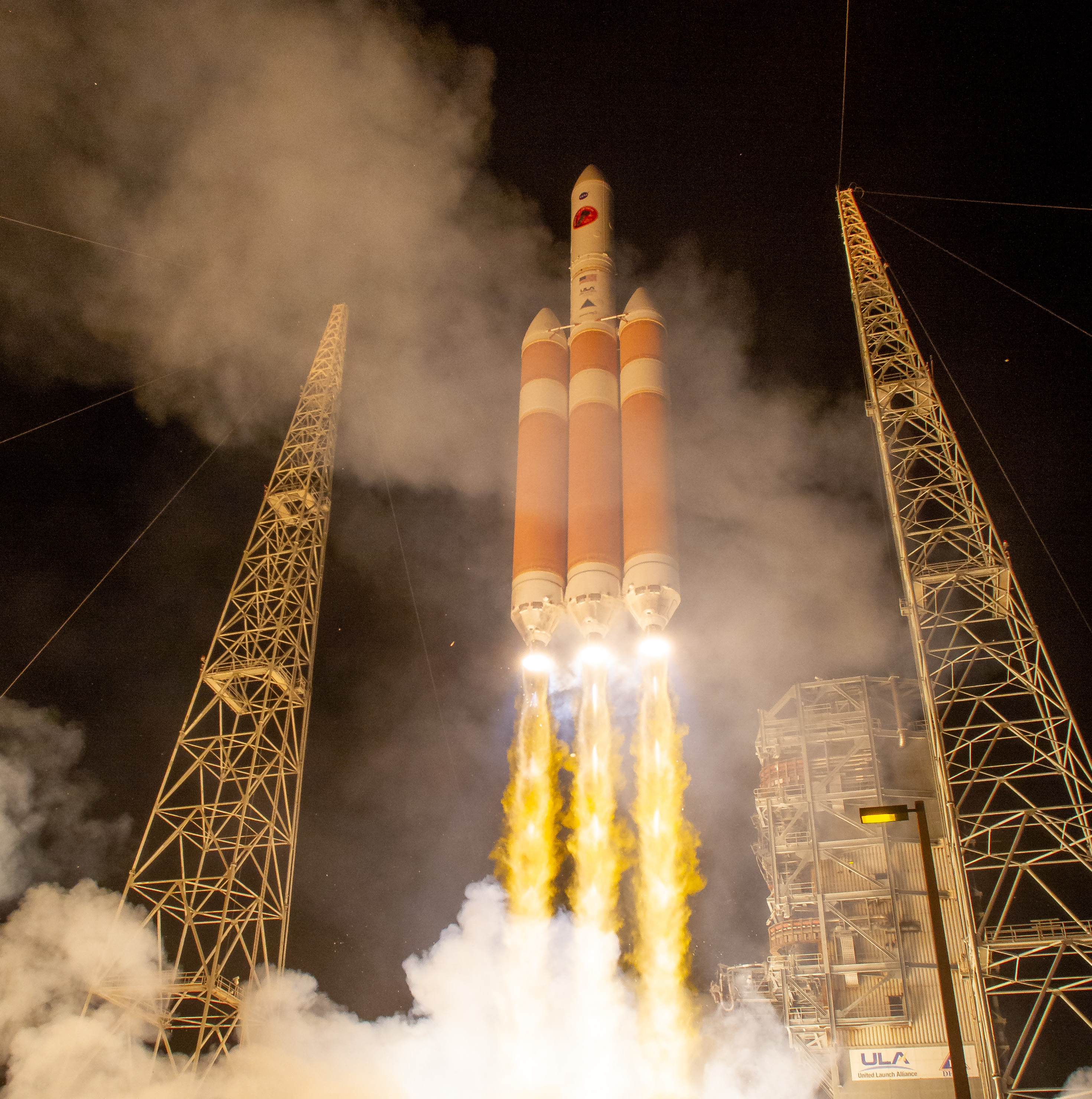
Start der Parker Solar Probe mit der zehnten Delta IV Heavy

Der Start der Raumsonde in Cape Canaveral war für den 11. August 2018 vorgesehen und wurde wegen technischer Probleme (Heliumdruck) um einen Tag verschoben.
Das Startfenster war vom 12. bis 23. August 2018 offen. Der Start erfolgte schließlich am 12. August 2018 um 07:31 UTC (3:31 EDT Ortszeit) mit einer Delta IV Heavy und einer Nutzlast-Startmasse von 685 kg. Der Kurs führte zunächst zur Venus.

### Ankunft an Venus und Sonne
Der erste Vorbeiflug an der Venus erfolgte am 3. Oktober 2018. Drei Monate nach dem Start erreichte sie das erste Perihel mit 35 Sonnenradien (R☉) Abstand vom Sonnenmittelpunkt. Während des Perihels ist eine Kommunikation mit der Sonde nicht möglich; die in dieser Zeit gesammelten Daten können erst wieder in größerem Abstand zur Sonne gesendet werden.
- 3. Oktober 2018: Erster Vorbeiflug an der Venus. Schon beim ersten Kreuzen der Venusbahn, dem von der Erde aus nächstinneren Planeten, wurde die Sonde auf eine sonnennähere und exzentrischere Bahn abgebremst.

- November 2018: Erstes Perihel (sonnennächster Punkt). Nach Absolvieren der ersten Halbellipse erreichte die Sonde bei 35,7 R☉ (entspricht 0,16 AE) Entfernung durch die Anziehung der Sonne die höchste Bahngeschwindigkeit ihres ersten Umlaufs.

- 1. September 2019: Drittes Perihel in ungefähr gleicher Entfernung wie das erste.[19]

- Am 28. April 2021 flog die Sonde als erstes Raumfahrzeug vollständig durch die Korona der Sonne hindurch.[20][21] Der Durchflug dauerte nur wenige Stunden.[22]

- Am 21. November 2021 befand sich die Sonde am zehnten Perihel in einem Abstand von nur 8.542.588 km (12,27 R☉) von der Sonnenoberfläche.[23] Mit einer Geschwindigkeit von rund 586.000 km/h (163 km/s) flog sie durch die Korona.[24]

- Im Zuge weiterer sechs Vorbeiflüge an der Venus wurde die Sondenbahnellipse kleiner (bis etwa 50 % des Venusbahndurchmessers) und exzentrischer. Das Aphel (äußerster Punkt) rückte von außen in den Bereich der Venusbahn, das Perihel noch näher zur Sonne hin und erreichte ein erstes Minimum bei 8,86 R☉.

- Am 24. Dezember 2024 flog die Sonde wie geplant dicht an der Sonne vorbei und erreichte das minimale Perihel. Auf den letzten drei Orbits mit einer Umlaufzeit von 88 Tagen nähert sich die Sonde auf weniger als 9 R☉ der Sonne, was 6,16 Millionen Kilometern entspricht und damit etwa einem Siebtel der Minimalentfernung des bisherigen Rekordhalters Helios 2. Die Momentangeschwindigkeit beträgt am Perihel ungefähr 690.000 km/h oder 190 km/s. Dies entspricht ca. 0,063 % der Lichtgeschwindigkeit. Sie ist damit das bisher schnellste menschengemachte Objekt.

- 1. Januar 2025: Das Applied Physics Laboratory empfängt Messdaten, die zeigen, dass die Raumsonde den Eintritt in die Korona unbeschadet überstanden hat und alle Instrumente einwandfrei funktionieren.[25] Die Daten sollen Ende Januar 2025 übertragen werden, wenn die Hauptantenne wieder zur Erde zeigt. Es wird voraussichtlich einige Jahre dauern, bis alle Daten ausgewertet werden.[3]

## Nachwirkungen
Die Mission wurde mit der Collier Trophy 2024 ausgezeichnet.